# Plant Disease
Plant Disease – międzynarodowe, recenzowane czasopismo naukowe publikujące w dziedzinie fitopatologii.
Historia pisma sięga 1917 roku, kiedy to rozpoczęto jego wydawanie pod nazwą The Plant Disease Bulletin. W latach 1923–79 ukazywało się pod nazwą The Plant Disease Reporter.  Specjalizuje się ono w publikowaniu krótkich doniesień o nowych chorobach, epidemiach i znalezionych metodach ich kontroli.
MPMI wydawane jest przez ASP Press, wydawnictwo przy American Phytopathological Society.
Pismo otrzymało nagrodę Neographics Franklin Award for Excellence in Graphic Design.